# Leväjärvi (sjö i Suonenjoki, Norra Savolax)
Leväjärvi är en sjö i kommunen Suonenjoki i landskapet Norra Savolax i Finland. Den är 20 meter djup. Arean är 43 hektar och strandlinjen är 5,99 kilometer lång. Sjön  ingår i Kymmene älvs huvudavrinningsområde.   Den ligger omkring 46 kilometer sydväst om Kuopio och omkring 290 kilometer norr om Helsingfors. 